# Axente Sever
#

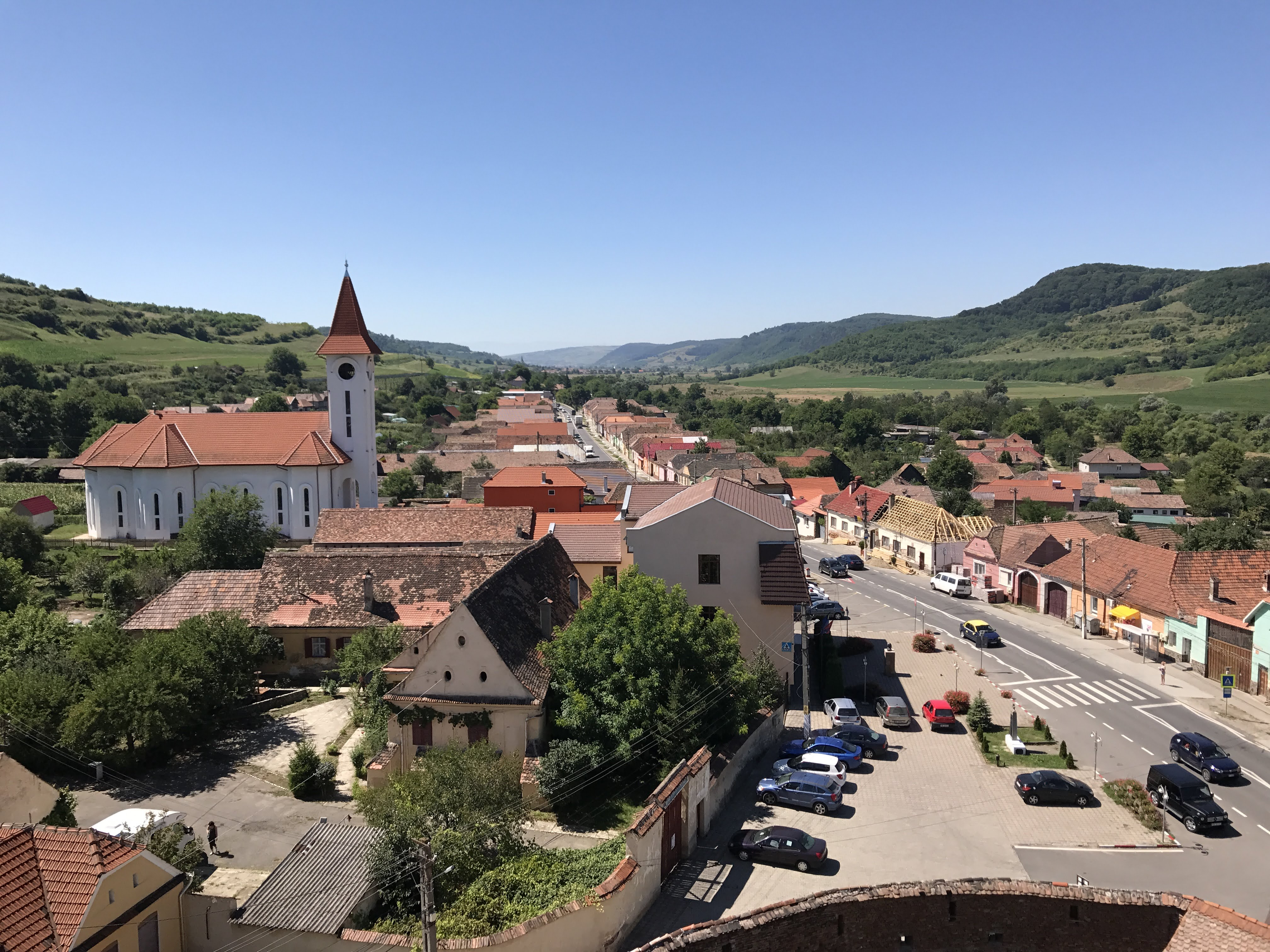
Axente Sever

Axente Sever (Duits: Frauendorf) is een Roemeense gemeente in het district Sibiu die 3.690 inwoners telt (2011).

## Geschiedenis
Het dorp is in de 13e eeuw gesticht door Flandrenses, kolonisten uit Vlaanderen en Brabant. Dit kaderde in de ruimere Ostsiedlung naar Transsylvanië, de laatmiddeleeuwse volksverhuizing van vooral mensen uit de Moezelstreek naar deze regionen.
Tot in 1931 was Frâua de naam van de gemeente. In dat jaar nam de gemeente een nieuwe naam aan, ter ere van Ioan Axente Sever. Sever was een revolutionair die in Frâua geboren werd in 1821. Hij was filosoof en theoloog van opleiding en hij leverde samen met Avram Iancu strijd in de bergen tijdens de Transsylvaanse Revolutie van 1848.

## Bezienswaardigheid
In Axente Sever bevindt zich een Saksische weerkerk die uit de 14e eeuw dateert. Het is een van de ongeveer 150 door Zevenburger Saksen opgetrokken weerkerken die hun dorpen moesten beschermen tegen de Ottomaanse invallen. Enkele van de oude huisjes die aan de binnenkant tegen de verdedigingsmuur gebouwd zijn herbergen het 'Muzeul Cetate' dat gewijd is aan de geschiedenis van de weerkerken in Transsylvanië.